# Owerri
Owerri je město v Nigérii. Podle odhadů z roku 2016 ve městě žilo přibližně 1,4 milionu obyvatel. Nachází se v regionu zvaném Igboland a je hlavním a zároveň nejlidnatějším městem státu Imo. Východní hranici města tvoří řeka Otamiri a jižní pak řeka Nworie. Dále leží v oblasti deštného lesa v jihovýchodní části země asi 90 kilometrů severně od přístavního Port Harcourtu; panuje zde proto proto tropické monzunové podnebí.  
Díky četným hotelům, bujarému nočnímu životu, kasinům a zábavním parkům je někdy označováno jako africké Las Vegas; oficiálním sloganem města je pak Heartland (v češtině srdce země). V minulosti bylo jedním z hlavních měst Biafry. Asi 23 kilometrů jihovýchodně od města leží Letiště Sam Mbakwe, které nabízí lety do nigerijských měst Abuja, Lagos, Port Harcourt a Enugu.  
Významné je zejména jako centrum zemědělství v regionu, když se zdě pěstují plodiny jako kukuřice, kaučuk, maniok, kolokázie, palmy nebo jam. Kromě toho se v okolí města nacházejí také naleziště ropy a zemního plynu. Převažujícím náboženstvím v oblasti je křesťanství. Sídlí zde fotbalový klub Heartland F.C. hrající domácí zápasy na místním stadionu Dan Anyiam. Ve městě sídlí celkem čtyři vysoké školy, z nichž nejvýznamnější je zřejmě Státní univerzita Imo. 